# Linka 8 (tramvaj v Île-de-France)
 

Geograficky přesná mapa dráhy

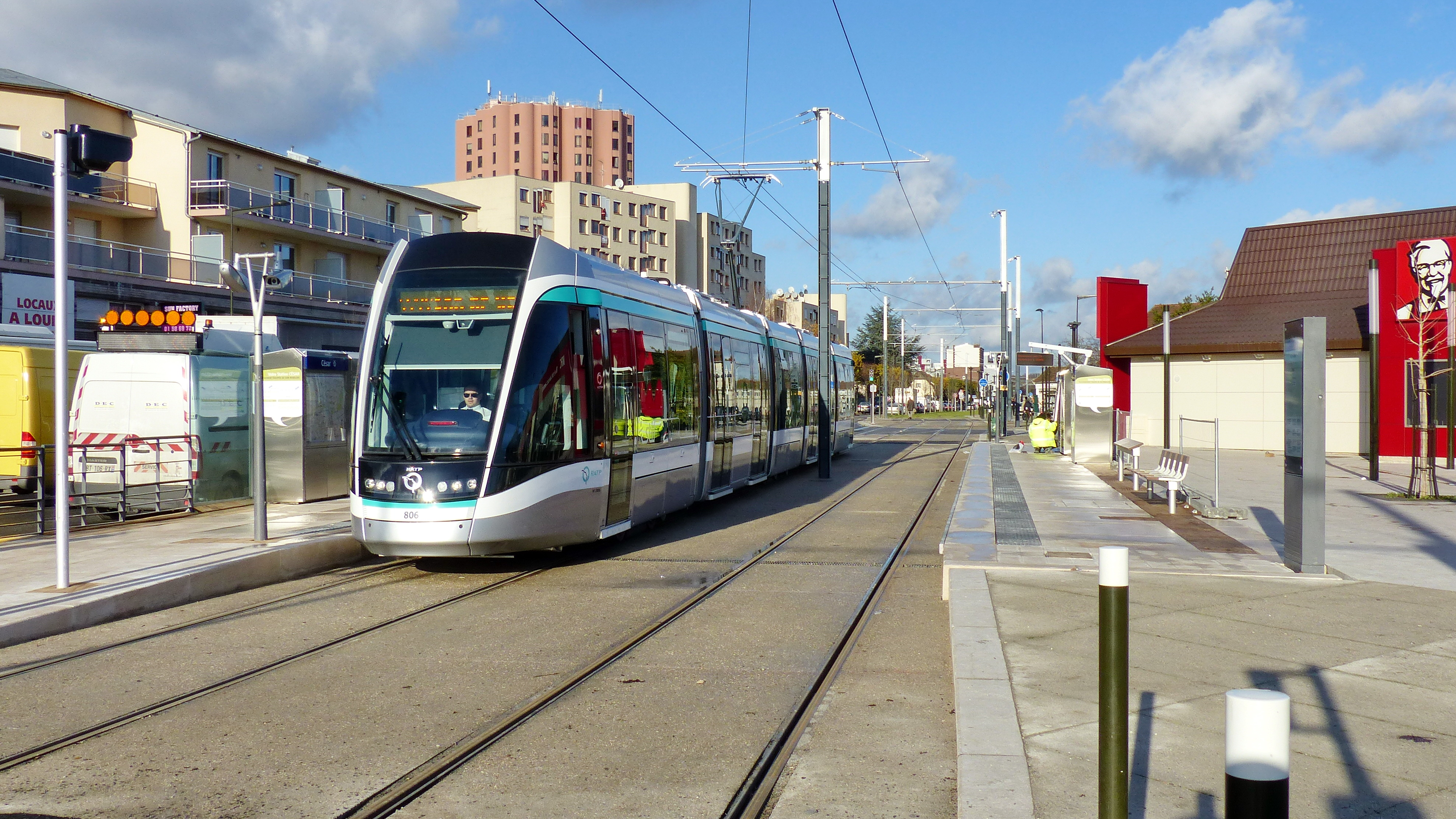
Alstom Citadis 302

Linka T8 je jednou z linek tramvajové dopravy v regionu Île-de-France. V systému MHD je značena světle zelenou barvou, je 8,46 km dlouhá a má celkem 17 stanic. Provoz byl zahájen 16. prosince 2014 po čtyřech letech prací. Ročně přepraví 16 miliónu cestujících a jejím provozovatelem je pařížský dopravní podnik RATP. Projekt se původně nazýval Tram'Y.

## Historie
V roce 1999 byl představen projekt, jehož cílem bylo propojení Saint-Denis, Villetaneuse, Épinay-sur-Seine a jiných důležitých cílů v téže oblasti (Univerzita Paříž XIII, stanice RER D Saint-Denis, stanice metra 13 Saint-Denis Porte de Paris) kapacitní veřejnou dopravou. STIF (nyní Île-de-France Mobilités) dal v roce 2004 přednost klasické tramvaji před tramvají na pneumatikách systému Translohr. Důvodem byla především menší kapacita gumokolových tramvají, poté nemožnost budovat travnaté pásy v kolejišti a neposlední řadě také závislost na jediném výrobci, který tento typ vozidel vyrábí.
Výstavba nové tramvajové linky začala s měsíčním zpožděním v červnu roku 2010, pravidelný provoz s cestujícími byl zahájen na konci roku 2014.

## Trať

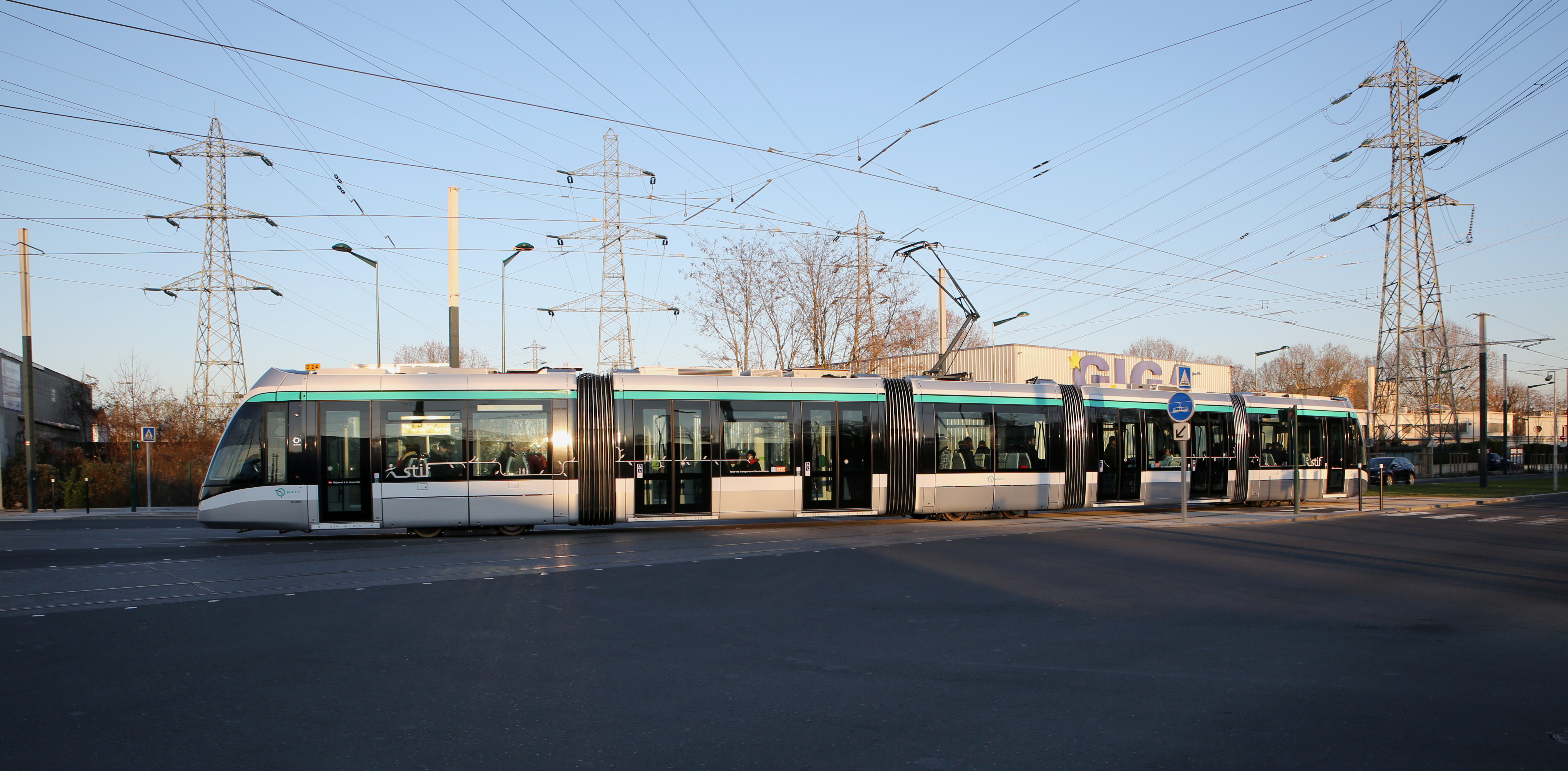
Tramvaj ve Villetaneuse

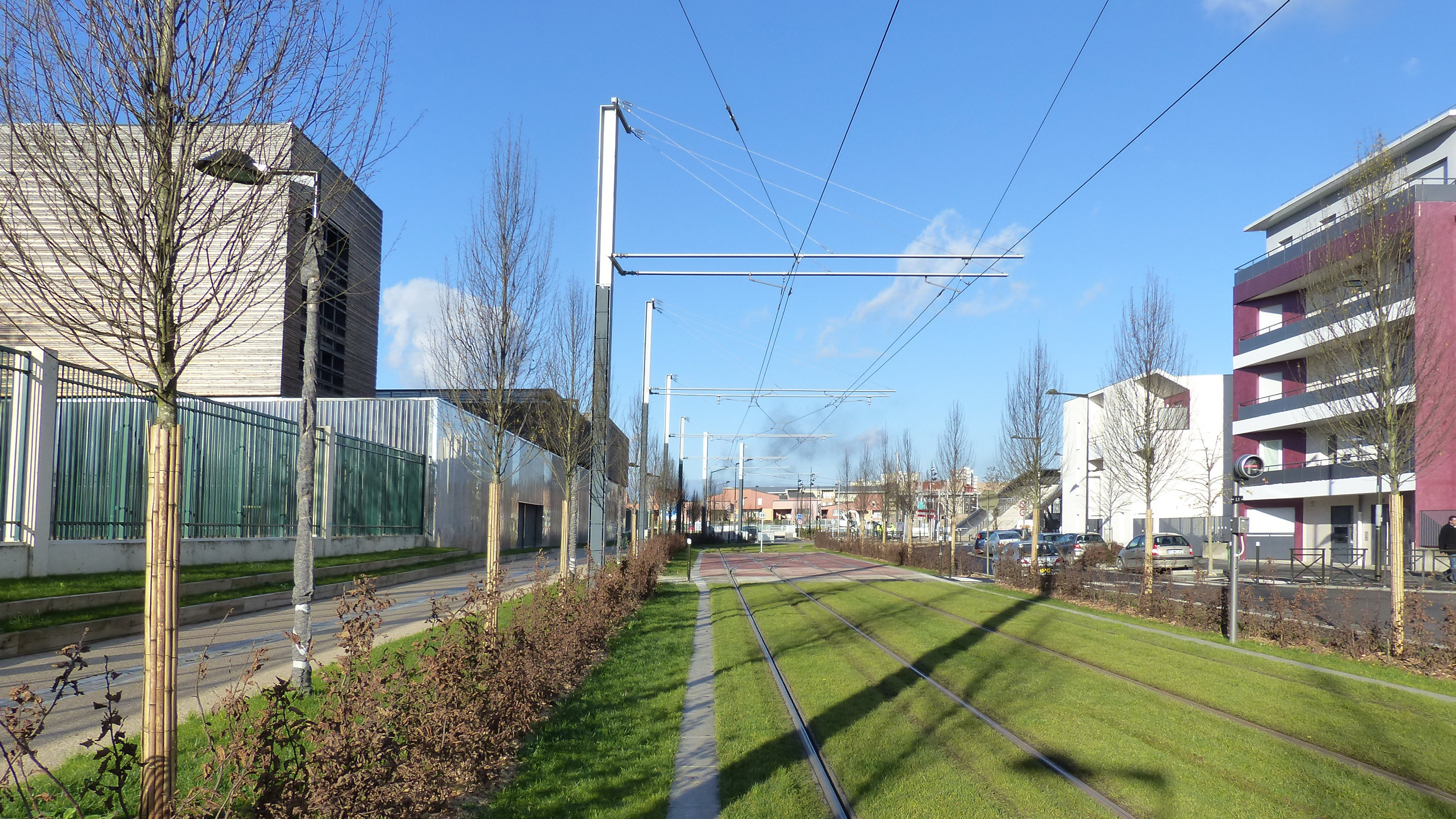
Zatravněná trať linky T8

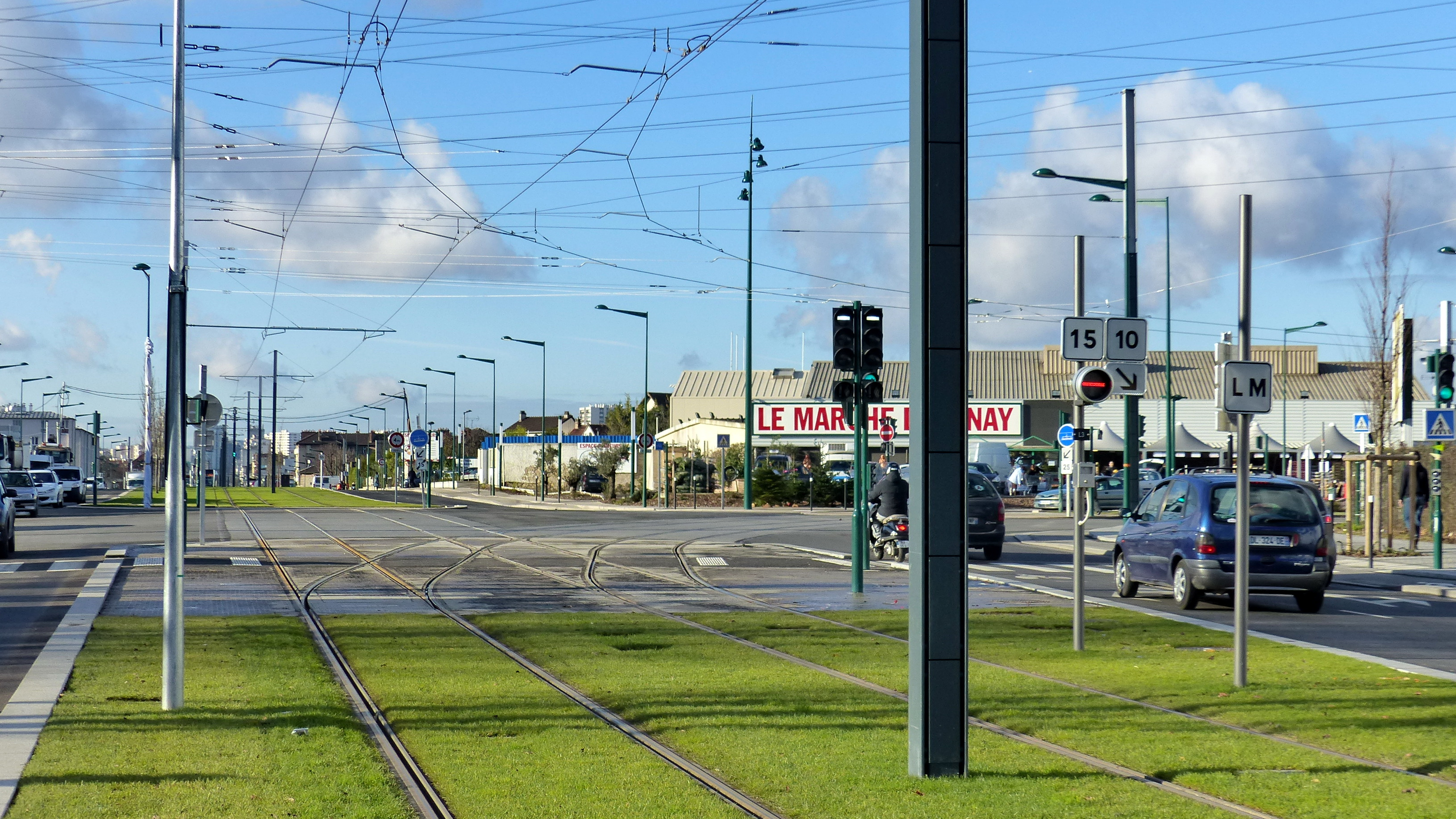
Rovně do Villetaneuse, vpravo do Épinay

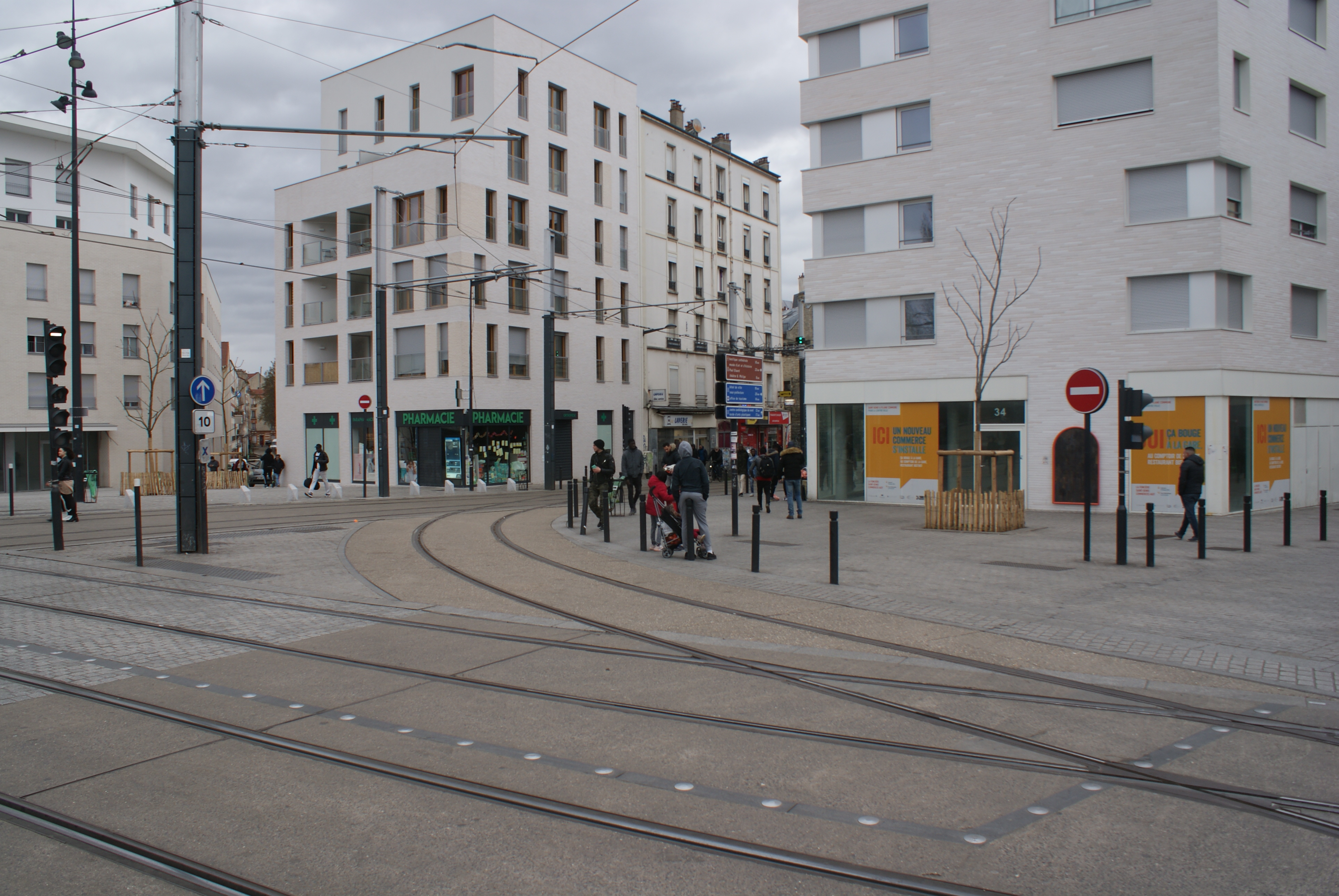
Kolejové propojení linek T1 a T8 u nádraží Saint-Denis

Mapa linky T8

Trať je dlouhá 8,46 kilometru a spojuje města Saint-Denis, Villetaneuse a Épinay-sur-Seine v departementu Seine-Sant-Denis severně od Paříže. Jižní konečná linky se nachází u stanice metra Saint-Denis - Porte de Paris. Trať vede kolem nádraží Saint-Denis, kde se nachází kolejové propojení s linkou T1. U stanice Delaunay-Belleville se trať rozděluje, jedna větev vede k univerzitě ve městě Villetaneuse a druhá do Épinay-sur-Seine. Celková délka linky je 8,46 kilometru a má dohromady 17 stanic. Jízdní doba z koncečné Saint-Denis - Porte de Paris do Villetaneuse-Université činí 14 minut, do Épinay-Orgemont je to 22 minut.

## Další rozvoj
Île-de-France Mobilités plánuje v souvislosti s konáním Letních olympijských her v roce 2024 prodloužení linky T8 ze současné konečné Saint-Denis - Porte de Paris na jih ke stanici RER E Rosa Parks. Linka by tak obsloužila dynamicky se rozvíjející oblast okolo Stade de France i novou čtvrť Front populaire. 

Linka T8 po prodloužení ke stanici Rosa Parks

## Vozový park
Provoz na lince T8 zajišťuje 20 pětičlánkových tramvají Alstom Citadis 302 s délkou 32,7 metru, šířkou 2,4 metru a přepravní kapacitou 213 cestujících (4 cestující na m2). Stejný typ tramvají se používá také na lince T7.